# Silent Hill: The Arcade
Silent Hill: The Arcade (サイレントヒル アーケード?, Sairento Hiru Ākēdo) è un videogioco arcade spin off della serie di videogiochi survival horror Silent Hill sviluppato da Konami Digital Entertainment. The Arcade è stato presentato dalla Konami nel corso del 2007 Japan Arcade Operator's Union. Il gioco è stato pubblicato in Giappone nell'agosto 2007 e in Europa nel 2008.

## Modalità di gioco
Il gameplay di Silent Hill: The Arcade è simile a quello della serie House of the Dead nella quale i giocatori usano pistole ottiche per mirare e sparare ai nemici.
In The Arcade ogni giocatore può scegliere di essere Eric o Tina. Un secondo giocatore può entrare in gioco in qualsiasi momento. Il progresso può essere salvato utilizzando l'e-Amusement pass.

## Personaggi
- Eric: Il protagonista della storia. Un tranquillo e curioso studente universitario ventunenne che sta studiando l'occulto. Da bambino viveva a Silent Hill, ma si è poi trasferito a Portland. Orfano di entrambi i genitori, Eric vive con la zia e lo zio. Suo nonno era il capitano della Little Baroness, il battello scomparso nel Lago Toluca. Interessato alla cosa, Eric si è messo ad indagare sulle strani voci che circolano.[5]

- Tina: Altra protagonista della storia. Tina è una studentessa di 21 anni intenzionata a diventare un insegnante. Si reca a Silent Hill per incontrare un amico di penna.[5]

- Bill: Un amico di Eric e Tina. All'inizio del gioco viene ferito da alcuni mostri e non viene mai più visto nel corso del gioco.

- Jessiee: Un altro amico di Eric e Tina che viaggia con loro alla volta di Silent Hill. Dopo l'attacco subito da Bill, Jessie scompare ma Eric e Tina la ritrovano all'ospedale, dopo aver combattuto con Pyramid Head nell'Otherworld.

- Emilie: Bambina di 9 anni, figlia del capo bibliotecario dell'Historical Society di Silent Hill. Amica di Tina, le manda continuamente e-mail durante le lezioni di computer.

- Hanna: Nata nel 1910, è una ragazza malaticcia che sembra essere risentita nei confronti della propria madre. Muore tragicamente nell'incidente accaduto alla Little Baroness. È l'antagonista principale del gioco.